# Okenia mexicorum
Okenia mexicorum Gosliner & Bertsch, 2004  è un mollusco nudibranchio della famiglia Goniodorididae.
Il nome deriva dal latino mexicorum, cioè del Messico, in onore di due giovani ricercatori di molluschi opistobranchi messicani: Alicia Hermosillo e Orso Angulo Campillo.

## Descrizione
Rinvenuta al largo della coste messicane fra Baja California e Jalisco.